# Vruchtensap

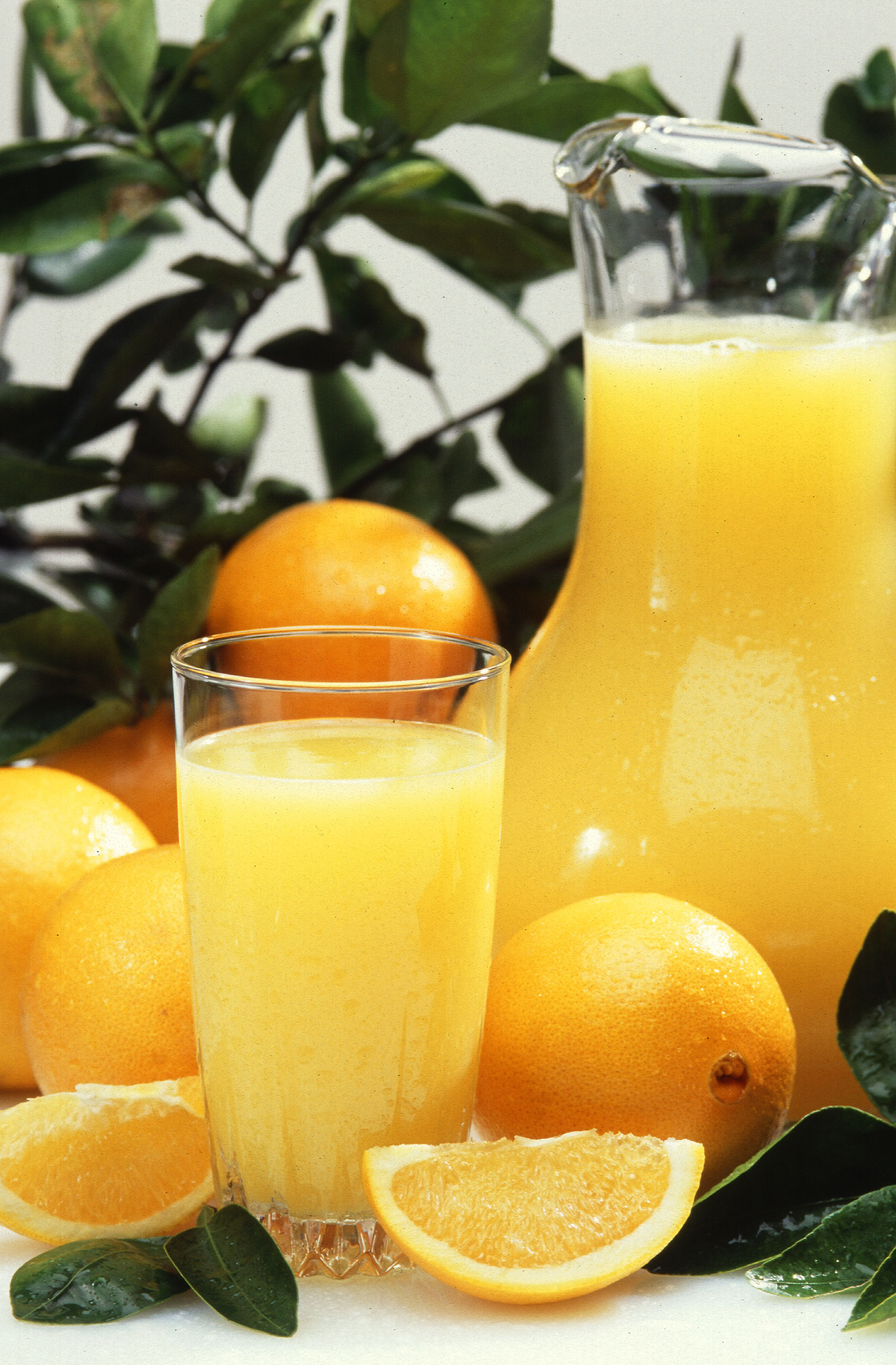
Sinaasappels en sinaasappelsap (jus d'orange).

Vruchtensap of fruitsap is de verzamelnaam voor sap afkomstig van fruit. Met vruchtendrank wordt vaak een vruchtensap bedoeld dat uit meerdere soorten fruit bestaat.

## Soorten vruchtensap
Er zijn grofweg drie verschillende vruchtensappen te onderscheiden. Deze drie zijn:
- vers puur sap
- puur sap
- sap uit concentraat

Voordat deze bewerkingen plaatsvinden worden de vruchten eerst voorbewerkt. Dit staat los van de eerder genoemde bewerkingen. De voorbewerkingen zijn het sorteren, het wassen, het ontstelen en het kneuzen van de vruchten. Soms wordt het fruit nog behandeld met enzymen om een hogere sapopbrengst te krijgen. Bij alle verdere bewerkingen is het noodzakelijk om het fruit direct te persen om het bederf van het sap tegen te gaan. Bij vruchtendranken en vruchtensappen die helder van kleur zijn, wordt het vers geperste sap eerst nog gecentrifugeerd. Bij dit centrifugeren worden alle vaste bestanddelen uit het sap gehaald en houdt men een heldere drank over.

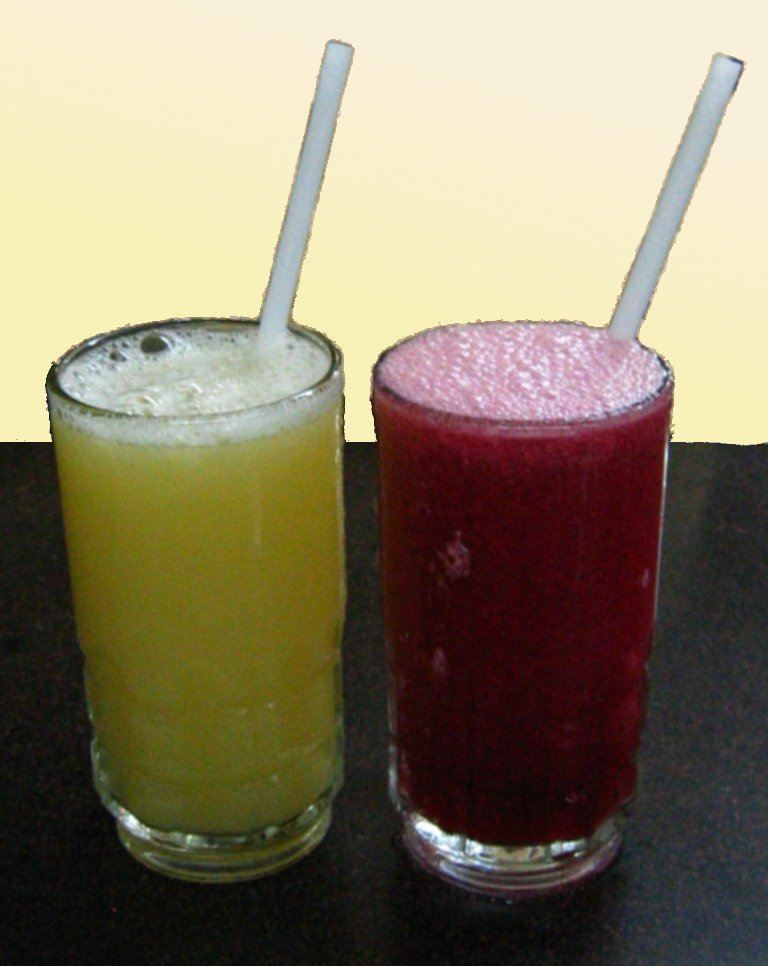
Verse lime- en granaatappelsap

### Vers puur sap
Vers persen van de vruchten is het direct persen van de vruchten. Nadat het sap verkregen is wordt het direct verpakt. Deze dranken zijn zeer beperkt houdbaar.

### Puur sap
Een puur vruchtensap is -net zoals de verse pure sappen- alleen het sap wat uit vruchten komt. Ook deze vruchtensappen zijn direct uit de vrucht geperst. Door te pasteuriseren worden de bacteriën onschadelijk gemaakt waardoor het product langer houdbaar blijft dan de verse pure sappen. Er worden geen ingrediënten (suikers, water) of voedingsstoffen (vitamines, insuline) toegevoegd.

### Sap uit concentraat
Na het persen wordt het water uit het sap onttrokken in een vacuüm dampinstallatie bij een temperatuur van 25 °C. Er komt dan een dikke brij tot stand die tot tien keer kleiner in volume is: het concentraat. Dit geconcentreerde sap kan nu worden getransporteerd. Op de plaats van bestemming kunnen er weer water en andere additieven aan worden toegevoegd, zoals suikers en voedingsstoffen. Indien er niet gepasteuriseerd worden ook conserveermiddelen toegevoegd. Het aanlengen met water wordt gedaan om weer drinkbaar vruchtensap te krijgen. Doordat de transportkosten vanwege het kleinere volume veel lager zijn, zijn deze producten over het algemeen een stuk goedkoper dan de andere twee soorten sappen. Het merendeel van de te verkrijgen sappen wordt op deze manier gemaakt.
Deze sappen worden in pakken of flessen meestal ongekoeld aangeboden. Sommige merken zijn in het koelvak geplaatst. Deze sappen bevatten geen of weinig conserveermiddelen of zijn niet gepasteuriseerd.
Een ander geconcentreerd sap is diksap. Dit sap moet door de consument zelf worden aangelengd.

## Samenstelling

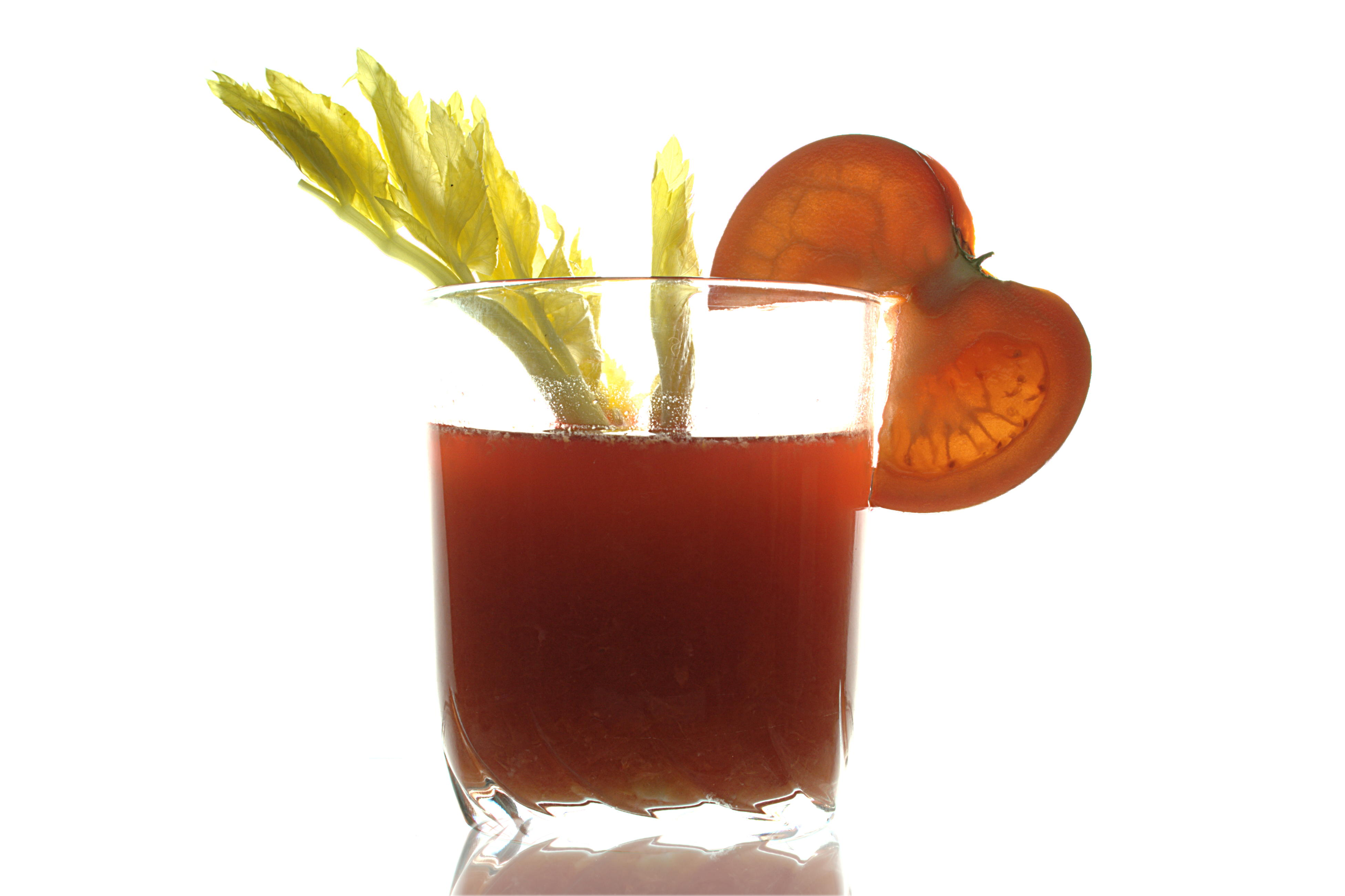
Tomatensap decoratief opgemaakt

Om vruchtensap genoemd te mogen worden moet in Nederland en in andere landen aan wettelijke eisen voldaan worden. Vruchtensap heeft de natuurlijke kleur, aroma en smaak van de vrucht. Een vruchtensap bevat geen toevoegingen van suiker of zoetstoffen. Wel bevatten sommige sappen van zichzelf al suikers. Als de drank bereid is uit geconcentreerd vruchtensap dan moet dit op het etiket staan. Vruchtensap bevat naast water vooral oplosbare vitaminen, suikers en mineralen.
Richtlijn 2001/112/EG van de Europese Raad bepaalt de volgende wettelijke definities:
- vruchtensap: het vergistbare maar niet gegiste product dat wordt verkregen uit gezonde en rijpe, verse of door koeling houdbaar gemaakte vruchten van één of meer soorten en dat de kleur, het aroma en de smaak heeft die kenmerkend zijn voor sap van de vruchten waaruit het is gewonnen. Aroma, pulp en cellen van het sap die hiervan tijdens de verwerking zijn gescheiden, mogen weer aan hetzelfde sap worden toegevoegd.
- vruchtensap uit concentraat: het product dat wordt verkregen door aan geconcentreerd vruchtensap weer de hoeveelheid water toe te voegen die tijdens het concentreren aan dat sap is onttrokken, en door de uit het sap verdwenen, maar tijdens het productieproces van het betrokken vruchtensap, of vruchtensap van dezelfde soort, teruggewonnen aroma's, en in voorkomend geval pulp en cellen, weer toe te voegen. Het toegevoegde water moet met name vanuit chemisch, microbiologisch en organoleptisch oogpunt zodanige kenmerken hebben dat de essentiële eigenschappen van het sap worden gewaarborgd.
- geconcentreerd vruchtensap: het product dat uit vruchtensap van één of meer soorten wordt verkregen door fysische verwijdering van een bepaald deel van het daarin aanwezige water. Indien het product voor rechtstreekse consumptie is bestemd, dient ten minste 50 % van het water te worden verwijderd.
- gedehydreerd vruchtensap/vruchtensappoeder: het product dat uit vruchtensap van één of meer soorten wordt verkregen door fysische verwijdering van vrijwel al het water.
- vruchtennectar: het vergistbare maar niet gegiste product dat wordt verkregen door toevoeging van water en zoetstof aan vruchtensap (al dan niet geconcentreerd of gedehydreerd), aan vruchtenmoes of aan een mengsel van deze producten.

## Sinaasappelsap
Van alle dranken die op vruchten gebaseerd zijn, is sinaasappelsap de populairste met een marktaandeel van 35%, hoewel dit aandeel jaar na jaar daalt. De helft van al het sinaasappelsap in de wereld komt uit Brazilië, dat 98% van zijn productie uitvoert. Vooral de provincie São Paolo is hiervoor verantwoordelijk. In 2010 waren er in Brazilië bijna 165 miljoen sinaasappelbomen. De Amerikaanse staat Florida komt op de tweede plaats met een kleine 30% van de wereldproductie.

## Groentesap
Groentesappen bestaan uit het sap van één of meerdere groenten. Tomatensap is het bekendste groentesap. Deze drank wordt verkocht in twee versies. De ene is naturel en aan de andere is zout en peper toegevoegd. Andere voorbeelden zijn bietensap en wortelsap.
Veel van de definities en bepalingen uit de Europese richtlijnen over vruchtensappen hadden in principe kunnen worden overgedragen op groentesappen, maar dit is momenteel (2020) niet het geval.

## Brix-waarde
Het (natuurlijke) suikergehalte van een vruchtensap wordt uitgedrukt door de Brix-waarde, dat is de massafractie van de opgeloste suikers, uitgedrukt in percent. Ze kan worden verkregen uit de massadichtheid van het sap, of met behulp van een refractometer omdat een suikeroplossing een hogere brekingsindex heeft dan zuiver water. De Europese Unie legt minimum Brix-waarden op voor vruchtensap uit concentraat, zodat de smaak niet "verdund" wordt. Voor sinaasappelsap en appelsap is dit telkens 11,2.

## Gezondheidseffecten
Fruitsap is een compromis tussen gezondheid en gebruiksgemak. Enerzijds is fruit een belangrijke bron van vitaminen en bio-actieve stoffen die gunstige uitwerkingen hebben op de menselijke gezondheid; anderzijds gaat een deel van de gunstige effecten verloren bij het persen en verder verwerken van het sap, bijvoorbeeld bij pasteuriseren. Met name de voedingsvezel van het fruit gaat bijna helemaal verloren bij het persen. Aan sommige fruitsappen wordt achteraf opnieuw een deel van de fruitpulp toegevoegd, hoewel dit niet de totale hoeveelheid vezel van het oorspronkelijke fruit vertegenwoordigt.
Naast vezels zijn de bio-actieve ingrediënten van fruit in te delen in de volgende categorieën:
- polyfenolen zijn antioxidanten en bieden als dusdanig een zekere bescherming tegen kanker;
- peptiden zijn eiwitfragmenten die in sommige gevallen, naast hun basisrol als bron van essentiële aminozuren, ook bescherming bieden tegen bacteriën, oxydanten, trombose en hypertensie en het immuunsysteem regelen;
- carotenoïden zijn de vetoplosbare verbindingen die zorgen voor de gele, oranje, rode en violette kleur van sommige fruitsoorten. Sommige carotenoïden zijn voorlopers van vitamine A en bieden een zekere mate van bescherming tegen hart- en vaatziekten en tegen huidkanker;
- plantensterolen zijn lipiden die de dubbele fosfolipidelaag van het celmembraan stabiliseren. Ze komen vooral voor in zaden, maar sommige fruitsoorten zoals bessen en abrikozen bevatten er kleine hoeveelheden van.

## Bewaring en voedselveiligheid
De meeste fruitsappen zijn zuur (pH kleiner dan 4) en het risico op bacteriële verontreiniging is dan ook veel kleiner dan bij andere voedingswaren. De veiligheid van fruitsap hangt vooral samen met het beheersen van schimmels en gisten. Zowel bacteriën als schimmels en gisten kunnen worden afgeremd door pasteuriseren en door conserveermiddelen. De meest gebruikte conserveermiddelen in fruitsap zijn benzoëzuur (E210) en sorbinezuur (E200). Voor sommige dranken wordt ook zwaveldioxide (E220) toegelaten.
Het belangrijkste probleem is gist. Van de ongeveer 800 bekende soorten gist zijn er een tiental die in verband staan met bederf van voedingswaren en dranken. Een typisch neveneffect van gisting van fruitsap is de vorming van koolstofdioxide. Bij een correct, hygiënisch productieproces is de meest voorkomende gister saccharomyces cerevisiae.
Schimmels zijn vaak verbonden met de aanwezigheid van zuurstof. Koolzuurhoudende dranken beschimmelen bijna nooit. Schimmels die uit gebrekkige productieprocessen voorkomen, ontwikkelen zich snel en zijn gemakkelijk te detecteren; schimmels die voortkomen uit resistentie tegen pasteurisering zijn gevaarlijker omdat ze zich trager ontwikkelen en geen duidelijke visuele indicaties opleveren onmiddellijk na de productie. Vele schimmels maken mycotoxines die de menselijke gezondheid bedreigen. De meest voorkomende mycotoxine in fruitsappen is patuline, vooral in het sap van appels en peren.